# Dolné Lefantovce
Dolné Lefantovce és un poble i municipi d'Eslovàquia que es troba a la regió de Nitra, al sud-oest del país. El 2021 tenia 702 habitants.

## Demografia
| Godina             | 1994 | 2004 | 2014   | 2024    |
| ------------------ | ---- | ---- | ------ | ------- |
| Nombre de persones | 0    | 538  | 556    | 711     |
| Diferència         |      | –    | +3,34% | +27,87% |

| Godina             | 2023 | 2024   |
| ------------------ | ---- | ------ |
| Nombre de persones | 717  | 711    |
| Diferència         |      | −0,83% |